# Djazia Satour

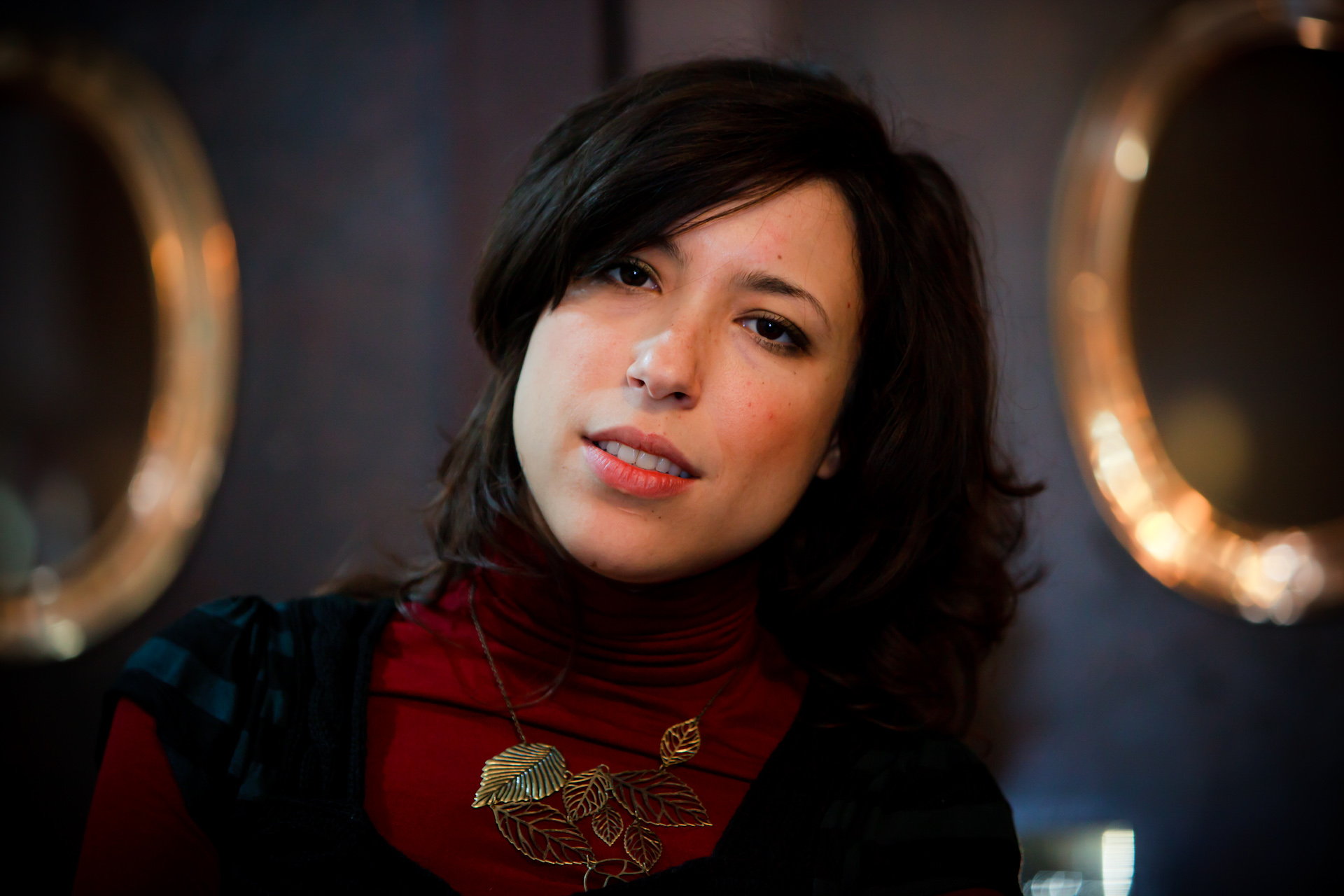
Djazia Satour

Djazia Satour (geb. 9. Dezember 1980 in Algier, Algerien) ist eine französische Musikerin.

## Leben
In ihrer Kindheit in Algerien wurde Satour von den klassischen arabischen Liedern und dem Chaâbi, der „Musik des Volkes“, sowie den Liedern der kabylischen Berber beeinflusst, zu denen teilweise auch ihre Großeltern gehörten. Diese musikalische Vielfalt prägte ihre frühen Jahre und begleitete sie auch nach ihrer Ankunft in Grenoble, Frankreich, im Jahr 1990, wohin sie im Zuge der Flucht vor dem Islamismus und dem Bürgerkrieg in Algerien gezogen war. Ohne zunächst eine musikalische Laufbahn anzustreben, begann sie als Heranwachsende in Grenoble mit dem Gesang, was ihr ein Gefühl von Freiheit vermittelte.

## Wirken
Djazia Satours musikalische Karriere begann, als sie sich der Rockband Gnawa Diffusion als Chorsängerin anschloss, in der ihr Halbbruder eines der Gründungsmitglieder war. Später wurde sie Mitglied der Formation MiG, die sich dem Triphop und Electro widmete. Nach diesen Erfahrungen startete sie nach 2010 eine erfolgreiche Solokarriere. Ihre Musik vereint eine tiefe Verwurzelung in ihrer algerischen Herkunft mit Elementen des Soul und R&B, wobei sie in ihren Texten zwischen Englisch und Arabisch wechselt. Ihre Lieder thematisieren häufig soziale und politische Fragen, darunter Feminismus, Zukunftsängste, Freiheit, Exil und Flucht sowie die Kolonialgeschichte in Beziehung zu den Erfahrungen der amerikanischen Ureinwohner in den Vereinigten Staaten.
Ihr Album Aswât (deutsch Stimmen) markiert eine Rückkehr zu akustischen Klängen und den musikalischen Farben ihrer algerischen Heimat. Sie experimentiert mit traditionellen Instrumenten wie der Mandola und dem Banjo, sowie der Rahmentrommel Bendir, und singt zur Schaffung einer Verbindung zwischen ihrer Geschichte und ihren Emotionen ausschließlich auf Arabisch. In ihrem neuesten Bühnenprojekt verringert sie ihre musikalische Ausdrucksform auf ein intensives Duo mit dem Pianisten Pierre-Luc Jamain, wobei sie die arabische Musiksprache und Instrumentation mit minimalistischen, aber kraftvollen Arrangements neu interpretiert.
Satours Diskografie umfasst die Soloalben Klami (2010), Alwane (2014) und Aswât (2018), auf denen sie ihre vielfältigen musikalischen Einflüsse und ihre kosmopolitische Sichtweise vereint, ohne dabei ihre algerische Herkunft zu vernachlässigen. Ihre Musik verbindet traditionelle und moderne musikalische Elemente.
2025 veröffentlichte sie mit dem wie sie in Grenoble lebenden Pianisten Pierre-Luc Jamain das Album El Hourriya. 